# McCoy McLemore
McCoy McLemore, né le 3 avril 1942 à Houston et mort le 30 avril 2009, est un joueur américain de basket-ball.